# Bannister River
Der Bannister River ist ein Fluss im Südwesten des australischen Bundesstaates Westaustralien. 

## Geografie
Der Fluss entspringt rund 22 Kilometer nördlich von Bannister an den Südhängen der Darling Range und fließt zunächst in südöstliche und dann in südwestliche Richtung. In der Nähe von Boddington mündet er in den Hotham River.

## Geschichte
Der Generalvermesser Westaustraliens John Septimus Roe benannte den Fluss nach dem Kapitän Thomas Bannister, der diesen Strom im Jahre 1832 entdeckte.